# 방어속
방어속(Seriola)은 전갱이목 전갱이과에 속하는 조기어류 속의 하나이다. 방어와 잿방어, 낫잿방어, 부시리 등을 포함하고 있다. 현존하는 9종으로 이루어져 있다.

## 하위 종
현재, 9종이 알려져 있다.
- Seriola carpenteri F. J. Mather, 1971
- 잿방어 (Seriola dumerili) (A. Risso, 1810)
- Seriola fasciata (Bloch, 1793)
- Seriola hippos Günther, 1876
- 부시리 (Seriola lalandi) Valenciennes, 1833
- Seriola peruana Steindachner, 1881
- 방어 (Seriola quinqueradiata) Temminck & Schlegel, 1845
- 낫잿방어 (Seriola rivoliana) Valenciennes, 1833
- Seriola zonata (Mitchill, 1815)